# Саміра Шахбандар
Саміра Шахбандар (араб. سميرة الشابندر; нар.. 1946) — колишня іракська лікарка. Друга дружина Саддама Хусейна .

## Життєпис
Шахбандар народилася в столиці Іраку місті Багдаді в 1946 році. Вона походить з аристократичної багдадської родини.
Відомо, що Шахбандар працювала на посаді лікаря.

## Особисте життя
Шахбандар була одружена з іракським пілотом та менеджером Iraqi Airways Нуреддіном Сафі. У цьому шлюбі народилося двоє дітей. Син — Мохаммад Саффі народився в 1966 році.
У 1983 році Шахбандар почала зустрічатися з лідером Іраку Саддамом Хусейном. В результаті стосунків у неї народився син. Повідомлялося, що старший син Саддама Удай заздрив йому. Саддам Хусейн змусив Шахбандар розлучитися з першим чоловіком. У 1986 році Шахбандар таємно вийшла заміж за Саддама Хусейна. Наприкінці 1980-х років Шахбандар з'явилася на публіці разом із Саддамом Хусейном.
Саміру Шахбандар з лідером Іраку познайомив Камел Хана Гегео — камердинер, дегустатор їжі та товариш Хусейна. Одружившись таємно з Самірою Хусейн ще перебував у шлюбі з першою дружиною Саджидою Тулфах. Дізнавшись про шлюб перша дружина надзвичайно розлютилася, а її брат Аднан Хайралла поскаржився на несправедливість. Удай Хусейн, син Саддама Хусейна та першої дружини, також розізлився дізнавшись про нову дружину свого батька. Він сприйняв це одруження, як образу своєї матері та зазначив, що його становище спадкоємця опинилося під загрозою.
У жовтні 1988 року під час вечірки Удай Хусейн убив Камель Хана Гегео на очах у здивованих та зляканих гостей. У той час як сам Саддам Хусейн заявив, що його син Удай Хусейн постане перед судом за вбивство, батьки Гегео та Саджида благали, щоб Удай Хусейн був помилуваний.
Син Саміри Шахбандар та Саддама Хусейна — Мохаммад Саффі проживав на початку 2000-х років у Новій Зеландії. Він працював на той час бортінженером Air New Zealand. У 2002 році його затримали в Маямі, штат Флорида в США через відсутність студентської візи.
Станом на 2004 рік Саміра Шахбандар була визнана ООН дружиною Саддама Хусейна.

## У народній культурі
Про Саміру Шахбандар доволі багато розповідалося в сюжеті адаптації BBC « Дому Саддама». Її зіграла австралійська актриса Крістін Стівен-Дейлі .

## Можлива проблема
У 2007 році в інтерв'ю Аль-Ріяду Алі Аль-Ніда Хусейн Аль-Омар, вождь субплемені Беджат Аль-Бу Насір, запитав Саміру Шахбандар про сина Саддама. Прохвучала така відповідь:
«У Саддама було лише дві дружини: першою була Умм [мати] Удая і Кусая, Саджида Хайралла Талфа, а друга, з якою він одружився через деякий час, [була] Саміра аль-Шахбандар, він одружився з нею, коли їй було 40 років, і вона дітей від нього не мала
.